# Eudorylas arthurianus
Eudorylas arthurianus är en tvåvingeart som beskrevs av Tonnoir 1925. Eudorylas arthurianus ingår i släktet Eudorylas och familjen ögonflugor. Inga underarter finns listade i Catalogue of Life.